# Zierliana
Zierliana là một chi ốc biển, là động vật thân mềm chân bụng sống ở biển trong họ Costellariidae.

## Các loài
Các loài trong chi Zierliana gồm có:
- Zierliana anthracina (Reeve, 1844)[2]
- Zierliana oleacea (Reeve, 1844)[3]
- Zierliana woldemarii (Kiener, 1838)[4]
- Zierliana ziervogelii (Gmelin, 1791)[5]

## Hình ảnh

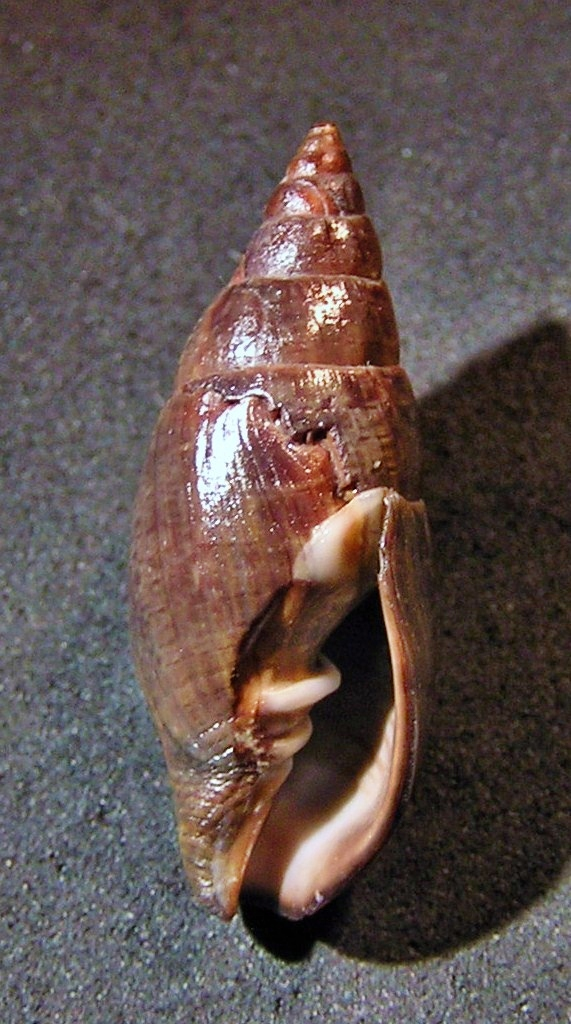
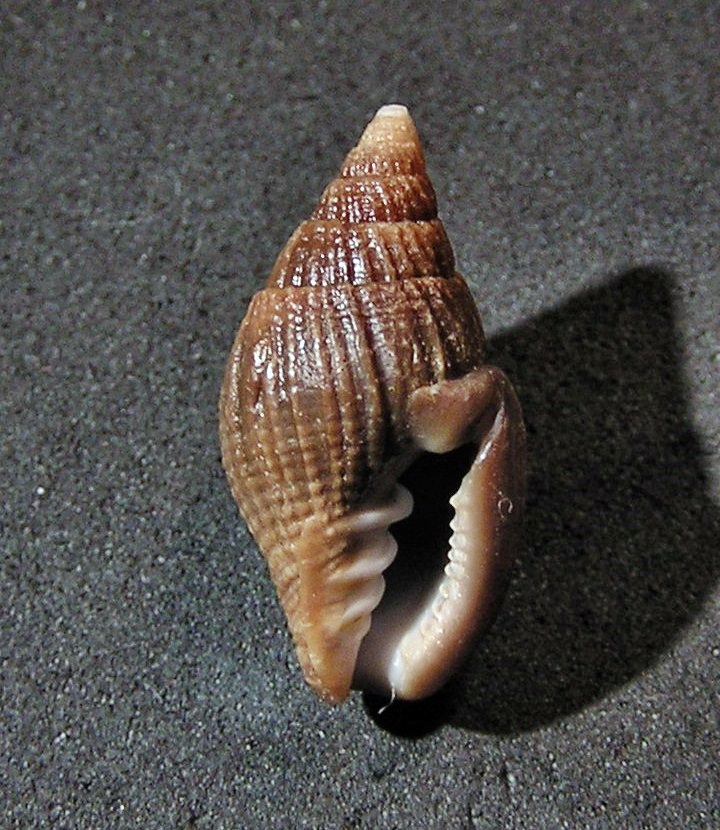